# Stadtlexikon Dresden
Das Stadtlexikon Dresden. A–Z ist ein in Erstauflage 1994 und 1998 in geringfügig überarbeiteter Zweitauflage erschienenes heimatkundliches Nachschlagewerk für Dresden, das im Dresdner Verlag der Kunst erschien.
Das Werk ist allgemeinpublikumsorientiert. Neben einer Stadtgeschichte in der Einleitung, finden sich in über 2000 Lexikoneinträgen Informationen über die Dresdner Topografie, Stadtgeschichte, wirtschaftliche Entwicklung, Architektur, Kultur und Kunst, das Gesundheits- und Sozialwesen, die Bildungseinrichtungen bis hin zu Dresdner Persönlichkeiten aus allen Bereichen. Lebende Personen wurden nicht erfasst. Als Hauptautorin der sechs Mitarbeiter zeichnet Folke Stimmel. Die einzelnen Einträge sind nicht gekennzeichnet, ihnen fehlen auch die Literaturangaben. Ergänzt wird das Lexikon durch ein kombiniertes Schlagwort- und Personenregister sowie eine Zeittafel zur Stadtgeschichte, nennenswertes Kartenmaterial fehlt.

## Ausgaben
- 1994: 1. Auflage, Verlag der Kunst, Dresden, 511 Seiten, ISBN 3-364-00300-9[1][2][3]
- 1998: 2. Auflage, Verlag der Kunst, Dresden, 511 Seiten, ISBN 3-364-00304-1[4]